# Горан Попов
Горан Попов (на македонска литературна норма: Горан Попов) е футболист от Северна Македония, играещ на позицията ляв защитник. Най-известен е като футболист на Динамо Киев и Уест Бромич Албиън. Има 46 мача за македонския национален отбор, в които е отбелязал 2 гола.
Притежава и българско гражданство. Брат е на бившия играч на Литекс Роберт Попов.

## Клубна кариера
Започва клубната си кариера в състава на Беласица (Струмица). Още на 19-годишна възраст обаче преминава в гръцкия Продефтики, а скоро след това е трансфериран в АЕК Атина. Попов обаче не успява да се наложи в АЕК, като записва едва 8 мача. През 2004 г. бранителят е привлечен в Цървена звезда. Дебютира за „звездашите“ в Шампионската лига при разгромната загуба с 0:5 от ПСВ Айндховен. Скоро обаче е даден под наем на полския Одра, където доиграва сезон 2004/05. Записва 11 двубоя в полската Екстракласа.
През 2005 г. се завръща в Гърция с екипа на Елалео, където играе в продължение на два сезона. След като Елалео изпада, преминава под наем за един сезон в Левадикос. Там привлича вниманието на холандския Хееренвен, който привлича македонеца през юли 2008 г. С холандския тим печели Купата на страната, като вкарва гол във финала срещу Твенте. Попов се утвърждава като важна част от тима в за два сезона записва 51 двубоя.
През лятото на 2010 г. Попов е привлечен от Динамо Киев. Македонецът бързо се налага в тима, като измества от левия фланг на отбраната дългогодишния титуляр Андрий Несмачни. През 2012 г. печели Суперкупата на Украйна в тима на Динамо. В шампионата тимът остава на втора позиция и губи финала за купата на страната. През лятото на 2012 г. Динамо привлича Тайе Таиво и македонецът губи титулярното си място. В последния ден на трансферния прозорец преминава под наем в Уест Бромич Албиън. На Острова обаче Попов не успява да се наложи и записва само 18 двубоя за два сезона.
През 2014 г. подписва с Вардар (Скопие). С тима става трикратен шампион на Македония

## Национален отбор
Дебютира за македонския отбор през 2004 г., като до 2014 г. изиграва 46 двубоя и вкарва 2 гола.

## Успехи
- Купа на Холандия – 2009
- Суперкупа на Украйна – 2012
- Шампион на Македония – 2015, 2016, 2017